# Потерянные (фильм)
«Потерянные» (англ. Marooned, также есть вариант перевода «Отрезанные от мира») — американский кинофильм, фантастическая драма режиссёра Джона Стёрджеса, выпущенный в 1969 году. Телевизионный вариант фильма, выходивший в США, известен под названием Space Travelers («Космические путешественники»). Фильм снят по одноимённой книге Мартина Кейдина (в СССР книга была издана под названием «В плену орбиты»).
Сюжет рассказывает о том, как трое американских астронавтов при возвращении с орбиты на Землю остались на орбите с ограниченным запасом кислорода. Руководство NASA разрабатывает чрезвычайный план по спасению пострадавших. В критический момент на помощь пострадавшим вместе с американским спасательным кораблём также приходит и советский космический аппарат.
Номинации на «Оскар» в трёх категориях и победа в номинации «За лучшие специальные эффекты». Собрав всего 4 млн долларов в домашнем прокате, картина не снискала популярности у зрителей и получила противоречивые отзывы критики, однако оказала большое влияние на американскую космическую программу. Выход «Потерянных» на экраны впоследствии сказался на программах «Скайлэб», «Аполлон», «Союз — Аполлон» и планах по возможному спасению астронавтов с орбиты в случае чрезвычайной ситуации.

## Сюжет
Действие картины можно отнести примерно к началу 1970-х годов. Космический корабль «Ironman One» возвращается домой, завершая свою пятимесячную исследовательскую программу на орбитальной станции «Saturn-4B». После отстыковки посадочного модуля от станции экипажу не удаётся включить зажигание основных ракетных двигателей, и корабль с тремя астронавтами Джимом Прюитом, Баззом Ллойдом и Клейтоном Стоуном зависает на околоземной орбите.
Все силы NASA, включая директора программы пилотируемых полётов Чарльза Кейта, брошены на поиск решения. Кейт даже обращается к руководителям космической программы СССР за помощью, но те не обещают ничего определённого. Кислорода у пленников осталось примерно на 42 часа. Есть вариант запустить в стратосферу ракетоплан X-RV экспериментальной конструкции, попробовать пересадить астронавтов на этот корабль и возвратить на Землю. Подобный план заранее не отрабатывался, но президент США даёт добро на рискованную операцию. Жёны астронавтов в тревоге ожидают результатов.
Старту спасательного корабля X-RV мешает ураган, который разбушевался в окрестностях мыса Канаверал. Выбрав момент, кораблю удаётся стартовать в затишье через глаз урагана. Тем временем на борту «Ironman One» возникает размолвка из-за того, как разделить кончающийся кислород. Капитан корабля Прюит выходит в открытый космос, якобы для ремонта, и экипаж, страдающий от нехватки кислорода, не сразу догадывается, что он просто собрался их оставить. Ллойд и Стоун выходят в космос следом и пытаются вернуть Прюита, но тот кончает жизнь самоубийством, разгерметизировав свой скафандр. Тело погибшего астронавта уносит в открытый космос.
Двое оставшихся астронавтов страдают из-за кислородного голодания и постепенно теряют сознание. Неожиданно в окрестностях корабля появляется советский космический аппарат. Советский космонавт пытается связаться с американцами и подаёт им сигналы жестами. Чарльз Кейт из Хьюстона отдаёт приказ перейти на русский космический корабль. Ллойд и Стоун с трудом понимают происходящее, но выходят в космос. Стоун толкает тело потерявшего сознание Ллойда в направлении советского корабля, но советскому космонавту не удаётся его поймать. Наконец, американский корабль перехватывает спасательный X-RV, управляемый Тедом Доэрти. Гибнущего Ллойда, который не контролирует себя, ловит в открытом космосе Доэрти. Советский космонавт тем временем в последний момент успевает передать баллон с кислородом умирающему Стоуну. Доэрти переносит на борт X-RV потерпевших и возвращается на Землю.

## В ролях
| Актёр                        | Роль                                                     |
| ---------------------------- | -------------------------------------------------------- |
| Грегори Пек                  | Чарльз Кейт директор программы пилотируемых полётов NASA |
| Ричард Кренна                | Джим Прюитт командир корабля                             |
| Джин Хэкмен                  | «Базз» Ллойд пилот-астронавт                             |
| Джеймс Францискус            | Клейтон Стоун астронавт-исследователь                    |
| Дэвид Джэнссен               | Тед Доэрти                                               |
| Ли Грант                     | Селия Прюит                                              |
| Мариетта Хартли              | Бетти Ллойд                                              |
| Нэнси Ковак                  | Тереза Стоун                                             |
| Билл Коуч (англ. Bill Couch) | русский космонавт                                        |
| Скотт Брейди                 | представитель NASA                                       |
| Джордж Гейнс                 | руководитель миссии                                      |

## История создания
В 1964 году вышел в свет научно-фантастический роман американского писателя Мартина Кейдина «Marooned». В книге описывалась миссия корабля типа «Меркурий», который, при участии советских космонавтов, спасает после катастрофы на околоземной орбите аппарат «Джемини».
На волне возросшего внимания общественности к многочисленным событиям в космической гонке роман Кейдина заинтересовал продюсера Фрэнка Капру. В марте 1964 года Columbia Pictures приобрела права на экранизацию. Вплоть до 1966 года Капре не удавалось стартовать с проектом из-за организационных трудностей. Ему сразу удалось заручиться поддержкой NASA, но первоначальный сценарий не соответствовал предполагаемому бюджету (3 млн долл.) и никак не удавалось завершить подбор актёров. Капра проводил предварительные переговоры об участии в фильме звёзд первой величины: Кирка Дугласа, Джека Леммона, Софи Лорен и других. Заглавную роль командира корабля Прюита должен был сыграть Джеймс Стюарт, давний партнёр Капры по многим работам, но в апреле 1965 года Стюарт объявил об отказе. Биографы считают, что это стало одной из основных причин того, что в мае 1966 года Капра ушёл на покой, завершив свою многолетнюю успешную карьеру в кинобизнесе:644.
Интерес к сюжету возродился после трагедии «Аполлона-1» (1967). Бразды управления незаконченным космическим проектом были переданы сыну Фрэнка Капры — Фрэнку Уорнеру Капре:644. К работе над картиной привлекли ветерана студии Columbia Pictures Джона Стёрджеса. Его предыдущая картина «Полярная станция „Зебра“» по сюжету также напоминала «Потерянных» — в ней речь шла о встрече советских военных и американской подводной лодки во льдах Арктики. Первый вариант сценария написал Уолтер Ньюмен, известный по сотрудничеству с Джоном Стёрджесом в его фильмах на военную тематику и вестернам «Большой побег» и «Великолепная семёрка», однако затем Мэйо Симона предложил другой вариант, который устроил продюсера:643.
1969 год оказался весьма загруженным для Грегори Пека. Актёр должен был получить главную роль ещё в «Полярной станции „Зебра“», но из-за проблем с бюджетом картина была снята киностудией MGM и с Роком Хадсоном в главной роли. В планах у Пека было сняться у Стэнли Кубрика в картине о Гражданской войне в США, но Кубрик передумал и взялся за «Космическую Одиссею». Лента впоследствии произвела такое впечатление на Грегори Пека, что он решил принять приглашение и сняться в научно-фантастической картине. Гонорар актёра составил около 600 000 долларов:268. В итоге Пек присоединился к солидному актёрскому ансамблю «Потерянных», в котором уже были Джин Хэкмен, Ричард Кренна и другие известные исполнители:173. Для Джина Хэкмена приглашение фильм стало прорывом к главным ролям, до этого он был известен по работам в рекламе, на телевидении и исполнению второстепенных персонажей.
Съёмки фильма шли совместно с выполнением лунной программы, и зрители, постоянно наблюдавшие телевизионные трансляции, хорошо ориентировались в технических деталях. В связи с этим аутентичность играла большую роль в съёмках. NASA оказало всяческое содействие, разрешив провести съёмки некоторых эпизодов в командном центре в Хьюстоне и на мысе Канаверал:268. Для съёмок понадобился очень большой павильон, которым не располагала Columbia Pictures, и его пришлось арендовать в MGM. Эффекта невесомости сначала пытались достигнуть съёмками под водой, но технологии того времени не позволяли достоверно отобразить съёмки в бассейне как космические на экране. Таким образом, была выбрана более традиционная технология. Актёров и модели кораблей подвешивали на проволоке на фоне специально построенного фона, имитирующего звёздное небо:154.
Первоначально планировалось, что музыку для фильма напишут начинающие композиторы Венди Карлос и Рейчел Элкинд. В дальнейшем режиссёр и продюсер пересмотрели свои взгляды и решили, что картина будет вообще без музыки.
Старт съёмок пришёлся на начало 1969 года. В феврале к творческой группе присоединился Грегори Пек, только закончивший в Тайване работу над предыдущей картиной «Председатель». Съёмки фильма заняли около 5 месяцев и закончились в мае 1969 года:342. Премьера картины состоялась в Нью-Йорке 10 ноября 1969 года, спустя четыре месяца после исторической посадки модуля «Аполлон-11» на поверхность Луны:268.

## Дальнейшая судьба
В прокате «Потерянных» ждал полный провал, и картина собрала в кассе только 4 млн долларов, не отбив свой бюджет. Однако фантастическая драма заслужила премию «Оскар» за специальные эффекты и была замечена специалистами и критиками.
В 1980-х годов картина была перемонтирована компанией Film Ventures International под названием Space Travelers и выпущена заново в варианте для кабельной сети. В 1991 году компания Columbia Pictures отдала права на фильм в общественное достояние. В 1992 году картина была спародирована в популярном научно-фантастическом сериале «Таинственный театр 3000 года»:51 и приобрела некоторую популярность, выйдя на VHS. В 2003 году лента прошла ремастеринг и была выпущена на DVD. Columbia TriStar восстановила фильм в анаморфной широкоэкранной проекции формата 2,35:1. Качество восстановления фильма в цифровую версию было оценено экспертами сайта dvdverdict как достаточно низкое.

## Историческое значение
«Потерянные» — характерный представитель своего времени, периода активного освоения околоземного пространства и полётов к Луне. В 1968—1970 годах на экраны вышел целый ряд фильмов на космическую тему, таких как «Космическая одиссея 2001 года», «Путешествие по ту сторону Солнца», «Обратный отсчёт», «Штамм Андромеда»:153. Общественность с энтузиазмом относилась к достижениям науки и космическим программам. Слова героя «Потерянных» Чарльза Кейта о том, что полёт к Луне — только первый шаг в дальнейшем освоении космоса, отражали настроения общества того времени. Однако ни подходящий момент, ни звёздный актёрский состав и именитый режиссёр не спасли картину от кассового провала. Во многом это произошло из-за того, что она оказалась в тени «Одиссеи 2001 года» и реальных космических полётов:116. При всём этом картина была высоко оценена в NASA и оказала значительное влияние на последующие космические программы.
Сценарий картины озвучил вопрос, который сразу оказался на слуху общественности после первого же космического полёта: кто и как поможет людям в космосе в аварийном случае?:364 Проблема спасения с орбиты из фантастической становилась актуальной:53. Сюжет «Потерянных» оказался своеобразно противопоставлен вышедшей годом ранее картине «Обратный отсчёт». В фильме Роберта Олтмена рассматривался гипотетический сценарий лунной гонки СССР и США. Американские власти соглашаются ради победы над противником забросить своего представителя на Луну без определённых шансов на возвращение, только ради престижа. Фильм «Потерянные» рассматривал не такой циничный и фантастический вариант развития событий, но также связанный с бедствием в космосе.
После выхода фильма Стёрджеса на экраны NASA и её подрядчики, включая North American Rockwell, полностью пересмотрели планы спасения космонавтов со станции «Скайлэб». В результате в 1970 году началась разработка программы Skylab Rescue, и в 1973 году после серии инцидентов с программой «Скайлэб-3» в NASA были готовы её запустить, но в последний момент приостановили процедуру подготовки к старту спасательной команды.
Астронавт Джим Ловелл вспоминал, что в 1969 году он с женой пошёл на премьеру «Потерянных». Спустя всего несколько месяцев он оказался вовлечён в события, весьма точно предсказанные в фильме. Трое астронавтов с ограниченным запасом кислорода оказались заперты в космическом корабле без определённых планов на спасение:216.
Вечером 13 апреля 1970 года Джерри Вудфил, инженер из команды наземной технической поддержки проекта «Аполлон», вернулся из кинотеатра с сеанса «Потерянных». Через два часа после этого Джерри разбудил телефонный звонок. Его вызвали в командный центр — «Аполлон-13» терпел бедствие, и необходимо было быстро найти нестандартное решение. Инженеры Джерри Вудфил и Арт Кампос позже вспоминали о том, как события, показанные в фильме, непосредственно повлияли на ход их рассуждений, который привёл их к правильному решению. Одним из вариантов спасения, обсуждавшихся героями картины, была недокументированная возможность подзарядки батарей от запасного комплекта. То же самое можно было сделать и с реальным лунным модулем «Аполлона». Так же как в фильме, инженеры сначала попробовали это сделать на наземной копии корабля и затем передали инструкции астронавтам.
Непосредственные очевидцы назвали множество совпадений между фильмом и событиями миссии «Аполлон-13»:
- первоначальное ошибочное предположение о том, что проблемы с модулем возникли из-за удара метеорита;
- характер пресс-конференции, которую провёл шеф программы NASA Крис Крафт[англ.] во время кризиса с «Аполлоном-13»;
- метеорологический прогноз сообщил о возможном урагане перед стартом «Аполлона-13»;
- медики рассматривали вариант того, что экипажу «Аполлона-13» для сокращения потребления кислорода имеет смысл принять снотворное и заснуть[24].

«Потерянные» оказали влияние на целый ряд картин, вышедших впоследствии: «Армагеддон», «Аполлон-13», «Столкновение с бездной» и другие:217:52.

## Программа «Союз — Аполлон»
Картина оказала значительное влияние на советско-американские взаимоотношения в космической сфере. Книга Мартина Кейдина была известна в СССР, так как вышла в русском переводе ещё в 1967 году. Время выхода картины на экраны совпало с периодом некоторого потепления отношений между двумя сверхдержавами. Обе стороны уже на практике неоднократно сталкивались с нештатными ситуациями в космосе, и необходимость в поиске общего решения осознавалась по обе стороны железного занавеса. 11—12 мая 1970 года в Москве состоялась встреча между Мстиславом Келдышем и Филиппом Хендлером. Президент американской национальной академии наук незадолго до этого увидел фильм Стёрджеса и, как он сам вспоминал, он не выходил у него из головы. Хендлер описал в ходе встречи сценарий «Потерянных» и сделал акцент на том, что советский космонавт в американском фильме спасает американского и становится героем. Это произвело соответствующее впечатление, и стороны пришли к соглашению по ключевым пунктам партнёрства в космической программе:9.
Переговоры привели в дальнейшем к выполнению программы «Союз — Аполлон», которая изначально задумывалась как возможная взаимная спасательная операция. Непосредственным примером сотрудничества сторон стала разработка конструкции совместимого стыковочного узла АПАС для орбитальных станций СССР и США, которая используется и в XXI веке. Дональд Слейтон, ставший прообразом героя фильма Тэда Доэрти, подтверждал, что картина хоть и не привлекла особых зрительских симпатий, но произвела большое впечатление на руководителей космических программ обеих стран.
О фильме дважды упоминает в своей книге «Ракеты и люди» Борис Черток. «Потерянных» показывали на закрытом киносеансе для лидеров советской космической программы, совместно с ещё незаконченным фильмом «Укрощение огня». В тот момент принималось решение о дальнейшей судьбе «Укрощения огня» и возможности его выхода на широкий экран. Также в своей книге Черток написал о том, что, по его мнению, американская картина разрекламировала «Спейс шаттл» и содействовала увеличению ассигнований на данную программу:41.

## Критика
Картина была очень разноречиво встречена критикой. Визуальная составляющая, режиссура и работа оператора были в целом высоко оценены:51. Обозреватель еженедельника «Variety» положительно отозвался о специальных эффектах, хотя большинство критиков решили, что они выглядели не настолько впечатляюще, как в вышедшем ранее фильме Кубрика. Джеф Ровин в своей книге «Специальные эффекты в кинематографе» отметил, что космос в фильме выглядел весьма ненатурально даже для своего времени, а «Оскар» фильму достался только потому, что конкуренция в том году была слабой:154.
Создатели избрали вариант развития событий, при котором психологическое напряжение, диалоги, саспенс преобладают над действием. Неторопливое развитие событий вполне соответствовало духу сценария, тем не менее было отмечено, что действие слишком неспешное и даже методичное, более соответствующее документальному фильму, хотя сценарий был задуман как развлекательный. Фильм оказался нейтральным, без чётко расставленных акцентов:153:156.
Тема, начатая впервые в картине «Робинзон Крузо на Марсе», характеризуемая известной фразой-клише «Хьюстон, у нас проблема!», была продолжена в «Потерянных»:176. Противоречие между непредсказуемым человеческим фактором и холодным расчётом находит в картине неожиданное развитие:153. Для экшн-фильмов прошлого было характерно то, что герои сами находили выход из сложных ситуаций, практически всегда оказываясь активными действующими лицами. Космические оперы 1960-х годов открыли новую традицию. Главный герой оказывается в пассивном положении и теряет свою индивидуальность. Астронавты, запертые на борту, не могут ничего сделать, и наиболее правильным оказывается полное бездействие и ожидание спасения, которое придёт извне.
Обилие технических деталей, хотя и придало достоверности, но не способствовало зрелищности картины и утомляло зрителей. Вивьен Собчак в своей книге «Космос на экране» привела «Потерянных» в качестве отрицательного примера того, к чему может привести чрезмерное увлечение техническим жаргоном:152. Полин Кейл, дав в целом нелестную оценку картине, так отозвалась о сюжете: «Создаётся впечатление, что сценарист никогда в жизни не видел живых людей»:107. Сакральный смысл приобретают приборы, датчики и их показания, читаемые монотонным голосом, лишённым эмоций. Важным действующим лицом, как и во многих фантастических лентах, становится сам космический корабль, нагнетающий атмосферу ограничения свободы и жизненных ресурсов. Посадочный модуль из спасения может легко превратиться в гроб для троих астронавтов, что и является лейтмотивом фильма:71:199. В пародии 1992 года на «Потерянных» в эпизоде сериала «Таинственный театр 3000 года» ситуация была высмеяна таким гэгом: для астронавтов на борту специально создали множество тумблеров и переключателей. На самом же деле они установлены только для вида и успокоения команды, но никак не влияют на полёт корабля:51. Сюжетный ход, связанный с жёнами и подругами, оставшимися на Земле, стал после «Потерянных» весьма популярен (можно вспомнить «Армагеддон» и «Аполлон-13»). Сцена прощания с жёнами, тем не менее, воспринималась критиками как излишне мелодраматичная и не вписывающаяся в настроение картины:27.
Обозреватель «Life» отметил, что сценарий картины слабо сбалансирован и изобилует крайне натянутыми сюжетными ходами, такими как старт корабля через глаз урагана или чудесное появление советского космического аппарата возле «Ironman One» в самый нужный момент. Говард Томпсон (New York Times) назвал картину амбициозным проектом, который стал в результате не более чем добросовестной работой. Картина, которая задумывалась как захватывающий триллер, завершается тем, что даже нельзя назвать кульминацией. Концовка фильма вышла невнятной, излишне короткой и скомканной. Режиссуру критик оценил высоко, хотя актёрскую игру встретил со сдержанной похвалой. Роджер Эберт («Chicago Sun-Times») иронически отметил, что метод Станиславского бессилен, когда актёр в скафандре пристёгнут к креслу, и на голове у него гермошлем. Грегори Пеку не понравился собственный персонаж, которого он называл ходульным и эмоционально ограниченным:88.
Следуя моде 1960-х годов, начатой ещё в «Птицах», создатели «Потерянных» тоже решили полностью отказаться от музыки в фильме. В качестве сопровождения оставили только речь, звуки и шумы технического происхождения. Как такового композитора у фильма не было, и эти эксперименты были записаны звукорежиссёром Артуром Пиантадоцци. Эксперты американского журнала High Fidelity отметили интересный подход специальной премией:112. Звуковое сопровождение фильма также было отмечено номинацией на «Оскара», хотя, наряду с перегруженностью техническими деталями, механистическое звуковое сопровождение картины не нашло отклика у массового зрителя.
Обозреватель журнала «Slant Magazine» Мэтт Моул дал такую общую оценку фильму:

«Потерянные» неплохо передают космическую часть истории. Специальные эффекты на высоком уровне, разве что несколько неудачных кадров на «синем экране» выпадают из общей картины. Записать дыхание космонавтов в их микрофоны простое, но элегантное решение Стёрджеса в звуковом сопровождении, точно передающее характеристики персонажей. Версия космического полёта Стёрджеса пробрала меня ничуть не меньше, чем вариант Кубрика.
Оригинальный текст (англ.) But Marooned gets most of the space stuff right. And except for a few clumsy matte shots, the special effects are top notch. Sturges also deliberately lets microphones on the astronauts pick up their breathing. This simple but neat sound trick adds a subtle dimension to their characterization. In a different way, I found myself pulled into Sturges's version of space flight just as strongly as Kubrick's
— 

## Прогресс и техническая достоверность
В 1950 году началом нового этапа в кинофантастике стал фильм «Место назначения — Луна» с весьма правдоподобным для своего времени изображением экспедиции на Луну. За двадцать лет фантастические фильмы полностью изменились в плане подачи космических полётов и достоверности деталей. В фильмах 1950-х годов космическая ракета изображалась так, как её представляли художники: серебристая веретенообразная конструкция — одноступенчатый аналог «Фау-2». Места внутри ракеты более чем достаточно:52.
В 1960-х годах популярной стала «реалистичная» кинофантастика, её яркий пример — «Потерянные», и более ранний образец, приближающийся к технической правдоподобности «Планета бурь» (1962). Наружное и внутреннее оформление корабля теперь было близко к настоящим космическим станциям. Места для людей внутри тесного посадочного модуля было ровно столько, сколько необходимо для выживания, а это уже в корне меняло всю интригу. Продюсер картины Митчелл Франкович считал, что «Потерянные» не фантастика и так отозвался о своей работе:153.

Этот фильм повествует о фактах, а не научной фантастике. Всё, что показано, могло случиться. Давайте не будем кормить астронавтов, NASA и зрителей очередной порцией космической чуши.
Оригинальный текст (англ.)This is to be a space-fact film, not science fiction. What happens in the picture could happen. Lets not insult the astronauts, NASA, or the American public with a bunch of cheap space guff.
— 
Подготовка реквизита, декораций и моделей стала примером тщательной проработки всех мелочей. Модели космических кораблей являлись репликами настоящих станций. Наружное и внутреннее оформление орбитальной станции в значительной степени повторяло дизайн «Скайлэб» (проект, которой на момент съёмок существовал только в макетах), а посадочный модуль создавался по мотивам «Apollo CSM». В ходе съёмок использовались настоящие кресла, разработанные для проекта «Аполлон»:173. Скафандры астронавтов создавались, как достаточно точная копия модели A7L, включая фирменную нашивку NASA и узнаваемый «шлем-аквариум». Художники-постановщики работали совместно со специалистами из NASA и North American Aviation, и макеты лишь немного дорабатывались в соответствии с требованиями оператора и специалиста по визуальным эффектам. Так, изнутри кинематографический спасательный модуль «Iron Man One» меньше, чем реальный «Apollo CSM» — режиссёр хотел тем самым усилить гнетущий эффект замкнутого пространства:173.
Советский космический корабль очень напоминал «Восток». Американский крылатый космический аппарат X-RV соответствовал проекту X-24 и был в фильме запущен на околоземную орбиту при помощи ракеты носителя Titan IIIC.
Хотя в отдельных мелочах картина до известной степени достоверна, в целом, основная интрига картины малоправдоподобна, если рассматривать её с точки зрения возможностей космонавтики 1970-х годов. Спасательная операция, эффектно выглядевшая на экране, совершенно нереальна в действительности и не могла быть подготовлена с такой скоростью:216. Тем не менее, фильм даже упоминали в одном ряду с «Одиссеей 2001» и «Молчаливым бегом» среди тех картин, что «разоблачают лунную аферу»: уже в 1968—1971 годах они демонстрировали высокое качество специальных эффектов, которые могут вполне реалистично показать симулированный на экране космический полёт:500.

## Премии и номинации
- 1970 — премия «Оскар»
  - лучшие визуальные эффекты (Робби Робинсон)
- Номинации
  - лучшая работа оператора (Дэниел Л. Фапп)
  - лучший звук (Лес Фрешольц, Артур Пиантадоцци).
- 1970 — премия Хьюго
  - лучшая постановка
- Премия журнала High Fidelity за лучшее звуковое сопровождение[50].